# وایگلتی‌خزندگان
وایگلتی‌خزندگان (نام علمی: Weigeltisauridae) نام یک تیره از رده خزندگان است.